# 11:11 (Regina Spektor)
11:11 è il disco di debutto della cantautrice Regina Spektor. Il CD venne autoprodotto da Regina e venduto ai suoi primi shows. Per molti anni è stato reperibile solo tramite Store digitali quali iTunes; nel 2022 è uscita una nuova edizione rimasterizzata.

## Tracce
1. Love Affair – 2:23
2. Rejazz – 3:37
3. Back Of A Truck – 5:52
4. Buildings – 4:44
5. Mary Ann – 2:57
6. Flyin – 1:59
7. Wasteside – 2:23
8. Pavlov's Daughet – 7:43
9. 2.99 Cent Blues – 3:34
10. Braille – 4:56
11. I Want To Sing – 3:56
12. Sunshine – 2:23

## Formazione
- Regina Spektor – piano, voce
- Chris Kuffner and Richie Castellano – basso, percussioni
- David Panarelli – Art Design, Fotografia